# Estación de Hereford

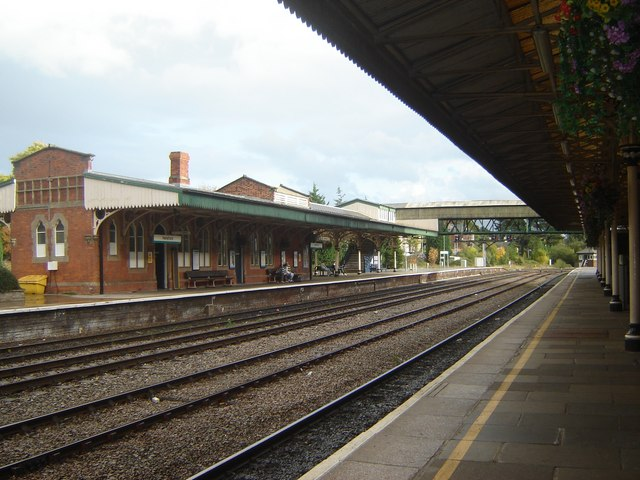
Estación de ferrocarril de Hereford

La estación de ferrocarril de Hereford (Herefordshire, Inglaterra, Gran Bretaña) es un edificio victoriano que data de mediados del siglo XIX. Se encuentra entre las estaciones de Leominster y Abergavenny y consta de cuatro andenes.
Es un lugar pintoresco. La vieja estación funciona hoy como museo donde se vende bebida y comida a los viajeros de paso.[cita requerida]
También hay 3 galpones, 2 originales de la misma edad que la estación y otro más reciente reconstruido luego de que un poderoso huracán lo destruyera hace aproximadamente 50 años.[cita requerida] También hay una escuela rural que sigue funcionando donde estudian los hijos de la gente que vive en los campos vecinos.[cita requerida]